# Snovîdovîci, Rokîtne
Snovîdovîci (în ucraineană Сновидовичі) este localitatea de reședință a comunei Snovîdovîci din raionul Rokîtne, regiunea Rivne, Ucraina.

## Demografie
Componența lingvistică a localității Snovîdovîci
     Ucraineană (100%)
Conform recensământului din 2001, toată populația localității Snovîdovîci era vorbitoare de ucraineană (100%).